# Jamie Gillis
Jamie Gillis (New York, 20 aprile 1943 – New York, 19 febbraio 2010) è stato un attore pornografico statunitense, e membro della Hall of Fame dell'AVN.

## Biografia
Jamie Gillis si diplomò alla Columbia University nel 1970, e come molti dei suoi colleghi contemporanei (Harry Reems, Eric Edwards), era un aspirante attore. Mentre lavorava part time come tassista nel 1971, rispose a un annuncio sul giornale The Village Voice dove si richiedeva un modello di nudo. Questo lo portò a lavorare dapprima in filmini amatoriali e successivamente in film porno veri e propri. Durante gli anni settanta era infatti molto attivo fuori dalle scene anche nel sottobosco sessuale newyorkese, esibendosi spesso in scene di sesso dal vivo. Per lungo tempo è stato interessato al sadomasochismo (BDSM), specializzandosi in ruoli principalmente - ma non esclusivamente - di dominatore. Celebre per l'abitudine di insultare verbalmente le sue partner sullo schermo mentre copula, questa sua particolarità sembra alienargli le simpatie del pubblico generalista, spesso infastidito dai suoi ruoli troppo brutali di sadico.
Gillis si conquistò rapidamente la fama di attore hard professionista durante la cosiddetta "età dell'oro del porno", che durò dal 1972 al 1983. Godeva di un'ottima reputazione nell'ambiente, grazie alle sue capacità interpretative e alle sue notevoli doti amatorie, e partecipò a molte produzioni newyorchesi dell'epoca. I film interpretati da Gillis durante questo periodo annoverano titoli come I pomeriggi privati di Pamela Mann (The Private Afternoons of Pamela Mann), A bocca piena (The Opening of Misty Beethoven), The Story of Joanna, L'inferno di una donna (Through The Looking Glass), A Coming of Angels, Barbara Broadcast, Sui marciapiedi di New York (Amanda by Night), Dracula... Ti succhio (Dracula Sucks), Roommates e molti altri.
Jamie Gillis è stato uno dei più grandi attori porno sin dai tempi del film Deep Throat (it: La vera Gola Profonda), una delle prime opere hard a grande diffusione. Nonostante non sia famoso come John Holmes o Ron Jeremy, e non appaia nel film, rimane una delle figure maggiormente riconoscibili, durature e influenti del mondo dei film a luci rosse. Dopo il 1985, quando le produzioni pornografiche si spostarono principalmente sul mercato delle videocassette, la prolifica carriera di Gillis proseguì senza sosta, partecipando a celebri pellicole del genere come Vortice erotico (New Wave Hookers, 1985, con Ginger Lynn), e in innumerevoli altre produzioni senza troppe pretese. Nel 1989, recitò nel primo film della serie Buttman di John Stagliano.
Sempre nel 1989 creò la serie On the Prowl, precorritrice del genere porno denominato "gonzo". Genere che vede lavorare insieme attori professionisti e non. On the Prowl mostra Gillis guidare attraverso Los Angeles in limousine con un'attrice porno professionista, che pratica sesso con persone prese a caso dalla strada sotto lo sguardo attento e divertito di Gillis. La serie fu parodiata nel film Boogie Nights con Burt Reynolds nel ruolo di Gillis. Circa nello stesso periodo, Gillis fu co-produttore insieme a E Powers della serie Dirty Debutantes, serie che ha ormai raggiunto diverse centinaia di episodi.
Negli anni novanta e duemila Gillis ha continuato a lavorare nell‘industria dell‘hard, anche se le sue comparsate in video si sono molto diradate. Raramente recita in produzioni di grido con pornostar famose, preferendo concentrare le sue attenzioni verso video di generi di nicchia come il fetish, cosa che riflette la sua predilezione per ogni tipo di pratica sessuale. In aggiunta ai ruoli mainstream e BDSM, Gillis ha recitato anche in film del genere spanking, in film gay-bondage, e nel celebre Walking Toilet Bowl, dove pratica scat con una donna di nome Carol. Sebbene egli abbia sempre dichiarato che la partner era consenziente, gran parte delle attività che Carol è chiamata a eseguire nel film sono molto estreme. Questo video, insieme con un altro del 1976 intitolato Water Power, dove interpreta un "bandito maniaco dei clisteri" (ispirato alle reali gesta di Michael H. Kenyon "il bandito del clistere dell'Illinois") che stupra e pratica clisteri a varie donne, gli diedero una notevole fama; inoltre spesso utilizza tavolette del water come vezzo e segno distintivo durante l'atto sessuale.
Nel 1975 Gillis apparve nel film gay, Boynapped, insieme a Wade Nichols. Nel film Gillis pratica sesso anale con un attore sconosciuto. Gillis non ha mai rinnegato la propria bisessualità. Gillis appare in più di 470 film come attore, inclusi i film porno gay The Underboss (1998) e Power Play (1997), sebbene il suo ruolo non sia di carattere "sessuale". Inoltre, ha anche diretto svariati film per adulti.
Gillis è anche famoso per le sue relazioni sentimentali con le pornoattrici Serena negli anni settanta e Amber Lynn a metà degli ottanta. È visto come una sorta di “guru” nel mondo del porno, ammirato e venerato dalle giovani leve come un pioniere della "Golden Age of Porn" e per la sua spregiudicatezza sullo schermo. Ha inoltre contribuito alla riedizione in DVD di vecchi classici hard come Misty Beethoven e Barbara Broadcast, ai quali fornisce un appropriato commento distribuendo i suoi ricordi del periodo.
Nel 1981, recitò nella parte di un investigatore militare nel film di serie B Night of the Zombies, una storia di zombie tedeschi nazisti e soldati americani ambientata durante la Seconda Guerra Mondiale. Questo è stato uno dei suoi pochi ruoli non porno interpretati in carriera. Gli altri sono una particina nel film di Sylvester Stallone Nighthawks (1981) dove recita in una scena con Lindsay Wagner, e un non accreditato cammeo muto come se stesso, nel thriller del 1986 di John Frankenheimer, 52 gioca o muori.

### Morte
È morto nel 2010 all'età di 66 anni a seguito di un melanoma.

## Riconoscimenti
- 1976 AFAA Miglior Attore per A bocca piena (The Opening of Misty Beethoven)[3]
- 1977 AAFA Miglior Attore per A Coming of Angels[3]
- 1979 AAFA Miglior Attore per Ecstasy Girls[3]
- 1982 AFAA Miglior Attore non protagonista per Roommates[3]
- 1982 CAFA Miglior Attore non protagonista per Roommates[3]
- 1984 XRCO Miglior Scena Kinky per Insatiable II[4]
- 1986 AVN Award for Best Couples Sex Scene (film) per Vergini corpi frementi (Ten Little Maidens)
- 1987 XRCO Miglior Attore per Deep Throat 2[3]
- 1987 XRCO Miglior Attore non protagonista per Baby Face 2[3]
- 1989 AVN Miglior Attore non protagonista per Pretty Peaches 2[5]
- 1989 XRCO Miglior Attore per Second Skin[3]
- 1997 AVN Miglior Attore per Bobby Sox[5]
- 1999 AVN Miglior Attore non protagonista per Forever Night[5]
- AVN Hall of Fame[6]
- Legends of Erotica[7]
- XRCO Hall of Fame[8]

## Filmografia

### Attore
- Curious Women (1971)
- Rosebud (1971)
- Deep Sleep (1972)
- Dynamite (1972)
- Female Fantasies (1972)
- Fongaluli (1972)
- High Rise (1972)
- It Happened in Hollywood (1972)
- Sexual Customs in Scandinavia (1972)
- Come and Be Purified (1973)
- Devil's Due (1973)
- Illusions of a Lady (1973)
- Joe Rock Superstar (1973)
- Like Mother Like Daughter (1973)
- Linda Can't Stop (1973)
- Love Mexican Style (1973)
- Madame Zenobia (1973)
- New Comers (1973)
- Road Service (1973)
- Sleepy Head (1973)
- Abigail Lesley Is Back in Town (1974)
- Angel on Fire (1974)
- Baby Oil (1974)
- Barbie's Fantasy (1974)
- Black White and Red All Over (1974)
- Blow Hard (1974)
- Chickie (1974)
- Come Fly With Us (1974)
- Gola profonda (Deep Throat Part II), regia di Joseph W. Sarno (1974)
- Defiance of Good (1974)
- Fantasy Girls (1974)
- Love Bus (1974)
- Love Hippie Style (1974)
- Portrait (1974)
- Prurient Interest (1974)
- Seduction (1974)
- Seduction of Lyn Carter (1974)
- Slip Up (1974)
- Sometime Sweet Susan (1974)
- Sweet Wet Lips (1974)
- Teenage Cheerleader (1974)
- Teenage Nurses (1974)
- Wild Girls (1974)
- La cugina del prete (The Fireworks Woman), regia di Wes Craven (1975)
- Birthday Ball (1975)
- Bite (1975)
- Boynapped (1975)
- Couples (1975)
- Every Inch a Lady (1975)
- French Wives (1975)
- Heavy Load (1975)
- Hot Oven (1975)
- Kathy's Graduation Present (1975)
- Keep On Truckin' (1975)
- Misty (1975)
- Mount of Venus (1975)
- Oriental Blue (1975)
- Passions of Carol (1975)
- I pomeriggi privati di Pamela Mann (The Private Afternoons of Pamela Mann), regia di Radley Metzger (1975)
- Sexteen (1975)
- Sharon (1975)
- The Story of Joanna, regia di Gerard Damiano (1975)
- Sweet and Sour (1975)
- Teenage Step-mother (1975)
- Too Many Pieces (1975)
- Two Senoritas (1975)
- Vixens of Kung Fu: A Tale of Yin Yang (1975)
- When a Woman Calls (1975)
- Winter Heat (1975)
- A bocca piena (The Opening of Misty Beethoven), regia di Radley Metzger (1976)
- American Sex Fantasy (1976)
- Blowdry (1976)
- British Hookers Holiday (1976)
- Dominatrix Without Mercy (1976)
- Double Exposure Of Holly (1976)
- Ganja Express (1976)
- Likes of Louise (1976)
- Little Orphan Sammy (1976)
- Los banditos (1976)
- Love in the Rain (1976)
- Midnight Desires (1976)
- Night After Night (1976)
- One Last Fling (1976)
- Over Sexposure (1976)
- Saturday Night Special (1976)
- That Lady from Rio (1976)
- L'inferno di una donna (Through the Looking Glass), regia di Jonas Middleton (1976)
- Water Power, regia di Shaun Costello (1976)
- Wet Rocks (1976)
- Barbara Broadcast, regia di Radley Metzger (1977)
- Big Thumbs (1977)
- Captain Lust (1977)
- A Coming of Angels, regia di Joel Scott (1977)
- Fiona on Fire (1977)
- French Postcard Girls (1977)
- Hot Honey (1977)
- Invasion of the Love Drones (1977)
- Lustful Feelings (1977)
- Blue Obsessions (Obsessed), regia di Martin & Martin (1977)
- Pornbrokers (1977)
- Teenage Bikers (1977)
- Violation of Claudia (1977)
- All About Gloria Leonard (1978)
- Angels (1978)
- Blue Voodoo (1978)
- Final Test (1978)
- Hollywood Goes Hard (1978)
- Little Blue Box (1978)
- Lust at First Bite (1978)
- People (1978)
- Skin Flicks (1978)
- Slave of Pleasure (1978)
- Sunset Strip Girls (1978)
- Swedish Erotica Film 236 (1978)
- Swedish Erotica Film 258 (1978)
- Swedish Erotica Film 260 (1978)
- Teenage Playmates (1978)
- 800 Fantasy Lane (1979)
- Bang Bash (1979)
- Dracula... Ti succhio (Dracula Sucks), regia di Phillip Marshak (1979)
- Ecstasy Girls 1 (1979)
- Extreme Close-Up (1979)
- For the Love of Pleasure, regia di Edwin Brown (1979)
- Fulfilling Young Cups (1979)
- Heavenly Desire (1979)
- More Than Sisters (1979)
- New York Babes (1979)
- Pleasure Palace (1979)
- Screwples (1979)
- Sensual Fire (1979)
- Serena an Adult Fairy Tale (1979)
- Steam Heat (1979)
- Summer Heat (1979)
- Swedish Erotica Film 237 (1979)
- Swedish Erotica Film 290 (1979)
- Taxi Girls (1979)
- That's Erotic (1979)
- Aunt Peg, regia di Anthony Spinelli (1980)
- Best of Porno (1980)
- Blonde Ambition (1980)
- Blue Ecstasy (1980)
- Chained (1980)
- Coed Fever (1980)
- Dracula Exotica (1980)
- High School Memories, regia di Anthony Spinelli (1980)
- Hot Love (1980)
- Limited Edition 2 (1980)
- Limited Edition Film 34 (1980)
- Midnight Blue 2 (1980)
- Night Flight (1980)
- Pleasure Productions (1980)
- Rockin' with Seka, regia di Ziggy Ziggowitz (1980)
- Rolls Royce 2 (1980)
- Seduction of Cindy (1980)
- Sensuous Detective (1980)
- Sexual Heights (1980)
- Ultra Flesh (1980)
- Undulations (1980)
- Woman's Dream (1980)
- Diamond Collection 27 (1981)
- Flesh Fantasy (1981)
- Illusion of Love (1981)
- Love Goddesses (1981)
- Neon Nights (1981)
- Pandora's Mirror (1981)
- Physical (1981)
- Roommates, regia di Chuck Vincent (1981)
- Street Girls of New York (1981)
- Submission of Serena (1981)
- Sui marciapiedi di New York (Amanda by Night), regia di Gary Graver (1981)
- Swedish Erotica 11 (1981)
- Swedish Erotica 12 (1981)
- Swedish Erotica 14 (1981)
- Swedish Erotica 7 (1981)
- Swedish Erotica 8 (1981)
- Tara Tara Tara Tara (1981)
- Vista Valley PTA (1981)
- Wanda Whips Wall Street, regia di Larry Revene (1981)
- Wet Shots (1981)
- World of Henry Paris (1981)
- All About Annette (1982)
- Beauty (1982)
- My Gun is Hard (1982)
- Starmaker (1982)
- Swedish Erotica 43 (1982)
- To Man From Woman (1982)
- Babylon Gold (1983)
- Bound (1983)
- Centerfold Celebrities 2 (1983)
- Centerfold Celebrities 3 (1983)
- Coffee Tea or Me (1983)
- Corruption (1983)
- Dark Angel (1983)
- Dolce Alice (Sweet Alice), regia di Joseph F. Robertson (1983)
- Feels Like Silk (1983)
- Flesh And Laces (1983)
- Flesh and Laces 2 (1983)
- Flight Sensations (1983)
- Girlfriends (1983)
- Golden Girls (1983)
- Hot Dreams (1983)
- Hotel Flesh (1983)
- Hustler Video Magazine 1 (1983)
- Lusty Ladies (1983)
- Marathon (1983)
- Merle Michaels' Fantasies (1983)
- Midnight Heat (1983)
- My Sinful Life (1983)
- Naughty Girls Need Love Too (1983)
- Pleasure Zone (1983)
- San Fernando Valley Girls (1983)
- Super Sex (1983)
- Swedish Erotica Superstars Featuring Seka (1983)
- Taste of Money (1983)
- That's Outrageous (1983)
- Turbo Sex (1983)
- Virginia (1983)
- Wine Me, Dine Me, 69 Me (1983)
- All American Girls 3: Up Up and Away (1984)
- L'amour (1984)
- Bedtime Video 5 (1984)
- Best of Atom (1984)
- Best of John Holmes (1984)
- Blacks and Blondes 9 (1984)
- Blue Ribbon Blue (1984)
- Bound And Punished (1984)
- Breaking It (1984)
- Centerfold Celebrities 4 (1984)
- Cherry-etts for Hire (1984)
- Chocolate Cream (1984)
- ...Così si fa l'amore (Too Naughty to Say No), regia di Humphry Knipe (1984)
- Critic's Choice 1 (1984)
- Debbie Does Em All (1984)
- Dirty Girls (1984)
- Eighth Erotic Film Festifal (1984)
- Erotic Fantasies 6 (1984)
- Erotic Fantasies 7 (1984)
- Girls on Fire, regia di Jack Remy (1984)
- Hot Ones (1984)
- Hustler Video Magazine 2 (1984)
- Illusions Of Ecstasy (1984)
- Insatiable 2, regia di Stu Segall (1984)
- A Little Bit of Hanky Panky, regia di David I. Frazer & Svetlana Mischoff (1984)
- Nasty Lady (1984)
- Night Of Loving Dangerously (1984)
- Ohh La La (1984)
- On Golden Blonde (1984)
- One Night at a Time (1984)
- Oriental Temptations (1984)
- La parte erotica di una calda moglie (Talk Dirty to Me Part III), regia di Ned Morehead (1984)
- Perversions (1984)
- Pleasure Productions 1 (1984)
- Pleasure Productions 2 (1984)
- Running Wild (1984)
- Samurai Dick (1984)
- Scenes They Wouldn't Let Me Shoot (1984)
- Seka Story (1984)
- Soft as Silk Sweet as Honey (1984)
- Too Hot to Touch (1984)
- Trinity Brown (1984)
- Untamed Desires (1984)
- Wall To Wall Sex 2 (1984)
- Wall To Wall Sex 3 (1984)
- Wall To Wall Sex 4 (1984)
- Adult 45 1 (1985)
- Anal Annie Just Can't Say No, regia di Charles Webb (1985)
- Ball Busters, regia di Alex de Renzy (1985)
- Blonde On The Run (1985)
- Blue Ice (1985)
- California Girls 4 (1985)
- Centerfold Celebrities 5 (1985)
- Cock-Tales (1985)
- Coming of Angels: "The Sequel" (1985)
- Corporate Assets (1985)
- Cumshot Revue 2 (1985)
- Diary of a Bad Girl (1985)
- Ecstasy Girls 2 (1985)
- Erotic City (1985)
- Erotic Gold (1985)
- Erotic Gold 2 (1985)
- Erotic World of Crystal Lake (1985)
- Erotic Zones the Movie (1985)
- First Annual XRCO Adult Film Awards (1985)
- Golden Gate Girls (1985)
- Gourmet Premier 908 (1985)
- Hot Wire (1985)
- How Do You Like It (1985)
- Jawbreakers (1985)
- Joys of Erotica 113 (1985)
- Lusty Adventurer (1985)
- Nasty (1985)
- Physical 2 (1985)
- Private Practice (1985)
- Secret Loves (1985)
- Showdown (1985)
- Slip Into Silk (1985)
- Squalor Motel (1985)
- Squeeze Me Slowly (1985)
- Street Heat (1985)
- Super Seka (1985)
- Taboo IV: The Younger Generation, regia di Kirdy Stevens (1985)
- Vergini corpi frementi (Ten Little Maidens), regia di John Seeman (1985)
- Vortice erotico (New Wave Hookers), regia di Gregory Dark (1985)
- Thought You'd Never Ask (1985)
- Thrill St Blues (1985)
- Wild Things (1985)
- With Love Annette (1985)
- With Love Loni (1985)
- Working Girls (1985)
- 1001 Erotic Nights 2 (1986)
- Baby Face 2, regia di Alex de Renzy (1986)
- Bad Girls 4 (1986)
- Best of Male Domination 2: Men in Control (1986)
- Beverly Hills Cox, regia di Paul Vatelli (1986)
- Bigger the Better (1986)
- Blame It on Ginger, regia di Henri Pachard (1986)
- Blue Note Cafe (1986)
- Celebrity Presents Celebrity (1986)
- Classic Swedish Erotica 16 (1986)
- Classic Swedish Erotica 24 (1986)
- Classic Swedish Erotica 3 (1986)
- Classic Swedish Erotica 5 (1986)
- Classic Swedish Erotica 8 (1986)
- Dangerous Women (1986)
- Deep Throat 2 (1986)
- Dirty 30's Cinema 12 (1986)
- Educating Serina (1986)
- Famous Ta Ta's (1986)
- For Your Thighs Only (1986)
- Getting L.A.'d (1986)
- Ginger and Spice, regia di Henri Pachard (1986)
- Girls of Paradise (1986)
- Good to the Last Drop (1986)
- Great Sex Scenes 1 (1986)
- Lust on the Orient Express (1986)
- Perfect Partners (1986)
- Please Don't Stop (1986)
- Sex Asylum 2: Sheer Bedlam (1986)
- Sexy Delights 1 (1986)
- Sweat (1986)
- Sweet Revenge (1986)
- Taboo 5 (1986)
- Taxi Girls 2 (1986)
- Terms Of Endowment (1986)
- This Stud's for You (1986)
- Three Faces of Angel (1986)
- Turkish Delight (1986)
- With Love Lisa (1986)
- Woman in the Window (1986)
- Women in Uniform (1986)
- WPINK TV 2 (1986)
- Afro Erotica 17 (1987)
- Awesome Assets (1987)
- Babes in Joyland (1987)
- Bad Attitude (1987)
- Behind Blue Eyes (1987)
- Best of Blondes (1987)
- Black Widow (1987)
- Blacks And Blondes 54 (1987)
- Cab-o-lay (1987)
- Classic Swedish Erotica 27 (1987)
- Classic Swedish Erotica 28 (1987)
- DreamGirls (1987)
- Girls of Paradise (new) (1987)
- Greatest Head Ever (1987)
- Honey Buns 1 (1987)
- Legends of Porn 1 (1987)
- Let's Get It On (1987)
- Lifestyles of the Blonde and Dirty (1987)
- Oral Majority 3 (1987)
- Oral Majority 4 (1987)
- Orgies (1987)
- Porn in the U.S.A. 2 (1987)
- Pretty Peaches 2 (1987)
- Pure Honey (1987)
- Raw Talent 2 (1987)
- Sex Maniacs (1987)
- Toys 4 Us 1 (1987)
- All the Best Barbara (1988)
- Babysitter Blues (1988)
- Backdoor Summer 1 (1988)
- Best of Annette Haven (1988)
- Blue Vanities 34 (1988)
- Blue Vanities 38 (1988)
- Blue Vanities 46 (1988)
- Blue Vanities 48 (1988)
- Blue Vanities 56 (1988)
- Blue Vanities 58 (1988)
- Blue Vanities 66 (1988)
- Blue Vanities 80 (1988)
- Command Performance (1988)
- Dy*nasty (1988)
- Forbidden Worlds (1988)
- Ginger Lynn the Movie (1988)
- Hottest Ticket (1988)
- Inches For Keisha (1988)
- Midnight Baller (1988)
- Mrs. Robbins (1988)
- Only the Best of Breasts (1988)
- Only the Best of Oral (1988)
- Oral Ecstasy 4 (1988)
- Outrageous Orgies 1 (1988)
- Outrageous Orgies 2 (1988)
- Rhine Waltz (1988)
- Robofox 2 (1988)
- Robofox 2 (new) (1988)
- Romeo And Juliet 2 (1988)
- Seka (1988)
- Sex and the Secretary (1988)
- Spanked Twins (1988)
- Talk Dirty to Me 6 (1988)
- Who Dun Who (1988)
- Adventures of Buttman (1989)
- At The Pornies (1989)
- Blackman (1989)
- Cheeks 2: Bitter End (1989)
- Clinique (1989)
- Contessa (1989)
- Diaries Of Fire And Ice 1 (1989)
- Diaries Of Fire And Ice 2 (1989)
- Dirty Debutantes (1989)
- Head Lock (1989)
- Hot Scalding (1989)
- Last Rumba in Paris (1989)
- Leather (1989)
- Legends of Porn 2 (1989)
- Loose Ends 6 (1989)
- On the Prowl (1989)
- Phantom of the Cabaret 1 (1989)
- Phantom of the Cabaret 2 (1989)
- Phantom X (1989)
- Pretty Peaches 3 (1989)
- Second Skin (1989)
- Slick Honey (1989)
- Le superscatenate (Whore), regia di Alex de Renzy (1989)
- Taboo 7 (1989)
- They Call Me Sugar Candie (1989)
- Trans Europe Express (1989)
- Trouble (1989)
- Abused Husband (1990)
- American Babylon (new) (1990)
- Backdoor Desires (1990)
- Bi Bi Baby (1990)
- Casting Whip (1990)
- Cindy's Enema Date (1990)
- Daddy's Girl (1990)
- Devil's Enema (1990)
- Dirty Lingerie (1990)
- Fantasy Nights (1990)
- Ginger Then and Now (1990)
- Girls of Double D 13 (1990)
- Humiliated Blonde (1990)
- Jamie and Ebony (1990)
- Jamie Gillis And Africa (1990)
- Jamie, Carol and Moesha (1990)
- Journey Into Bondage (1990)
- Juicy Lucy (1990)
- Last Resort (1990)
- Meltdown (1990)
- Modeling Job (1990)
- Mommy, Shit On Me (1990)
- More Dirty Debutantes (1990)
- More Dirty Debutantes 3 (1990)
- More Dirty Debutantes 4 (1990)
- More Dirty Debutantes 5 (1990)
- More Dirty Debutantes 6 (1990)
- Mummy Dearest 1 (1990)
- Naked Truth (1990)
- Nothing But Contempt (1990)
- Playin' Dirty (1990)
- Princess of the Night (1990)
- Silver Tongue (1990)
- Stars Who Do Deep Throat (1990)
- Taste of Kristara Barrington (1990)
- Taste of Misty (1990)
- Teaching Her A Lesson (1990)
- Tori Welles Exposed (1990)
- Violation of Tori Welles (1990)
- Vogue (1990)
- Walking Toilet Bowl 1 (1990)
- Walking Toilet Bowl 2 (1990)
- Walking Toilet Bowl 3 (1990)
- Walking Toilet Bowl 4 (1990)
- Anal Starlets (1991)
- Bad (1991)
- Bruised Buns (1991)
- Curse of the Cat Woman (1991)
- Dances with Foxes (1991)
- Dr. Butts 1 (1991)
- Jamie Gillis: The Private Tapes 1 (1991)
- Jamie Gillis: The Private Tapes 2 (1991)
- Live Bi Me (1991)
- More Dirty Debutantes 11 (1991)
- More Dirty Debutantes 7 (1991)
- More Dirty Debutantes 8 (1991)
- On the Prowl Again (1991)
- Play My Flute (1991)
- Postcards From Abroad (1991)
- She Had It Coming (1991)
- Summer's End (1991)
- Taboo 9 (1991)
- Tasting (1991)
- Uncle Jamie's Double Trouble (1991)
- Anal Ecstasy (1992)
- Anal Inferno (1992)
- Anal Madness 1 (1992)
- Angels (1992)
- Best of Talk Dirty 1 (1992)
- Blue Angel 1 (1992)
- Blue Vanities 37 (1992)
- Captain Butts' Beach (1992)
- Domestic Training (1992)
- Erotic Explosions 13 (1992)
- Erotic Explosions 16 (1992)
- Gangbang Girl 5 (1992)
- Gangbang Girl 6 (1992)
- Hard-line Sessions (1992)
- Leather Belt Red Cheeks (1992)
- Loads of Fun 3 (1992)
- Only the Best of Anal (1992)
- Open Handed Marriage (1992)
- Punished Cheeks (1992)
- Sin City (1992)
- Swedish Erotica Hard 6 (1992)
- Swedish Erotica Hard 7 (1992)
- Swedish Erotica Hard: Seka Special (1992)
- True Legends of Adult Cinema: The Erotic 80's (1992)
- True Legends of Adult Cinema: The Golden Age (1992)
- Anal Annie and the Men in Her Life (1993)
- Bad Girl Handling (1993)
- Best of Jamie Gillis (1993)
- Best of Spanking 1 (1993)
- Blue Angel 2 (1993)
- Blue Vanities 63 (1993)
- Case of the Missing Seka Master (1993)
- Daddy Gets Punished (1993)
- Double Trouble Spanking (1993)
- Fetish Fever (1993)
- Gangbang Girl 9 (1993)
- Hollywood X-posed 2 (1993)
- More On The Job Training (1993)
- On the Prowl in Paris (1993)
- Rehearsal (1993)
- Slave to Love (1993)
- Swedish Erotica Hard 31 (1993)
- True Legends of Adult Cinema: The Cult Superstars (1993)
- Bloopers (1994)
- Blue Vanities 98 (1994)
- Dog Walker (1994)
- Humiliated White Boy 1 (1994)
- More Bad Girl Handling (1994)
- More Punished Cheeks (1994)
- Taboo 11 (1994)
- Annette Haven's Tag Teamers (1995)
- Blue Vanities 244 (1995)
- Blue Vanities 246 (1995)
- Fresh Meat 1 (1995)
- Harsh Treatment (1995)
- Humiliated White Boy 2 (1995)
- Kym Wilde's On The Edge 27 (1995)
- More Dirty Debutantes 41 (1995)
- More Dirty Debutantes 47 (1995)
- Back Down (1996)
- Blue Vanities 254 (1996)
- Blue Vanities 275 (1996)
- Bobby Sox (1996)
- Deep Inside Brittany O'Connell (1996)
- Dirty Bob's Xcellent Adventures 27 (1996)
- Dirty Diner 3 (1996)
- Dirty Dirty Debutantes 2 (1996)
- Dirty Dirty Debutantes 4 (1996)
- Dirty Dirty Debutantes 5 (1996)
- Dirty Dirty Debutantes 7 (1996)
- Goldenrod (1996)
- Inner City Black Cheerleader Search 6 (1996)
- Kink 3 (1996)
- Kym Wilde's On The Edge 30 (1996)
- More Dirty Debutantes 46 (1996)
- More Dirty Debutantes 48 (1996)
- More Dirty Debutantes 49 (1996)
- Sex for Hire 1 (1996)
- Sorority Sluts 1 (1996)
- Virgin Dreams (1996)
- Wacky World of E Powers (1996)
- Bad Ass Lieutenant (1997)
- Blue Vanities 276 (1997)
- Brute Force (1997)
- Dark Love (1997)
- GoodFellas/BadFellas (1997)
- Lovin' Spoonfuls 11: Wild Dirty Debutantes (1997)
- Masseuse 3 (1997)
- More Dirty Debutantes 71 (1997)
- New Wave Hookers 5 (1997)
- Power Play (1997)
- Raw and Real S&M 1 (1997)
- Sternwood Spanking Academy (1997)
- Virgin Kink 6 (1997)
- Week and a Half in the Life of a Prostitute (1997)
- Back on the Prowl 1 (1998)
- Back on the Prowl 2 (1998)
- Back on the Prowl 3 (1998)
- Back on the Prowl 4 (1998)
- Bad Sister (1998)
- Forever Night (1998)
- Freak (1998)
- More Punished Cheeks (1998)
- Pain 1 (1998)
- Raw and Real S&M 2 (1998)
- Raw and Real S&M 3 (1998)
- Screw My Wife Please 4 (Harder) (1998)
- Screw My Wife Please 5 (Deeper) (1998)
- Underboss (1998)
- Virgin Kink 7 (1998)
- Annie Sprinkle's Herstory Of Porn (1999)
- Blue Vanities 326 (1999)
- D.O.G. (1999)
- Dark Garden (1999)
- He Does It Her Way (1999)
- Magazine Mania 2 (1999)
- Male Bashing (1999)
- Raw and Real S&M 4 (1999)
- Secrets of the Flesh (1999)
- Top 25 Adult Stars Of All Time (1999)
- Torment 1 (1999)
- Torment 2 (1999)
- Virgin Kink 11 (1999)
- Virgin Kink 12 (1999)
- Virgin Kink 13 (1999)
- Bad Intentions (2000)
- Debbie Does Fem-dom 1 (2000)
- Humiliation Of Heidi (2000)
- Pain 5 (2000)
- Torment 10 (2000)
- Virgin Kink 14 (2000)
- Virgin Kink 16 (2000)
- Edge Play (2001)
- Humiliation Of Marci (2001)
- Pain 6 (2001)
- Pain 7 (2001)
- Pain 8 (2001)
- Raw and Real S&M 6 (2001)
- Virgin Kink 17 (2001)
- Virgin Kink 18 (2001)
- Virgin Kink 19 (2001)
- Humiliated White Boy 3 (2002)
- Predators (2002)
- Puppy Slut (2002)
- Pussy Sluts (2002)
- Sunset Stripped (2002)
- Virgin Kink 21 (2002)
- Cries Of Pain (2003)
- Dawn of the Debutantes 2 (2003)
- Deep Inside Ginger Lynn (2003)
- Puppy Sluts 2 (2003)
- Seka's Oriental Massage (2003)
- Spanked Toilet Whores (2003)
- Swedish Erotica 4Hr 12 (2003)
- Swedish Erotica 4Hr 16 (2003)
- Swedish Erotica 4Hr 2 (2003)
- Swedish Erotica 4Hr 25 (2003)
- Swedish Erotica 4Hr 4 (2003)
- Swedish Erotica 4Hr 5 (2003)
- Swedish Erotica 4Hr 7 (2003)
- Swedish Erotica 4Hr 9 (2003)
- Sweet Tarts (2003)
- Teenage Christy Canyon (2003)
- Barbara Dare: Dirtiest Of Dare (2004)
- Dirty Debutantes: Best Scenes 2 (2004)
- Dirty Debutantes: Best Scenes 3 (2004)
- Dirty Debutantes: Best Scenes 9 (2004)
- Leslie Bovee Collection (2004)
- Lovin' Spoonfuls 59: Back in the Days (2004)
- Luv Generation (2004)
- Potty Mouth (2004)
- Prom Queen: Lysa Thatcher Collection (2004)
- Strokin' to the Oldies: Seka (2004)
- Tawny Pearl Collection (2004)
- Vanessa Del Rio Collection: Vol 1 (2004)
- Best of Amber Lynn (2005)
- Golden Age of Porn: Kristara Barrington (2005)
- Midnight Blue Collection (2005)
- Oriental Temptations (new) (2005)
- Kay Parker Collection 3 (2006)
- Kitten Natividad Collection (2006)
- Tricia Devereaux Exposed (2006)
- Very Best of Dorothy LeMay (2006)
- Colleen Brennan: Porns 1st Grandma (2007)
- Kathy Harcourt Collection (2007)
- Lysa Thatcher: the Teenage Years (2007)
- Shauna Grant: The Teenage Years (2007)
- Swedish Erotica 78 (new) (2007)
- Swedish Erotica 81 (new) (2007)
- Swedish Erotica 97 (2007)
- Ginger Lynn: The Queen Of Erotica (2008)
- Battle of the Superstars: Ginger Lynn vs. Nina Hartley (2009)
- Battle of the Superstars: Seka vs. Kay Parker (2009)
- Honey Wilder Chronicles (2011)
- Nina Loves Ron (2012)
- Nina's Playground (2013)
- Vanessa's Party Girls (2013)
- Dolls And Dragons
- Sexy Soul Sisters of the Sixties and Seventies
- Three Sex-crazed Banditos

### Regista
- Heavenly Bodies (1987)
- On the Prowl (1989)
- Nothing But Contempt (1990)
- Take-out Torture (1990)
- Jamie Gillis: The Private Tapes 1 (1991)
- Jamie Gillis: The Private Tapes 2 (1991)
- On the Prowl Again (1991)
- Punished Sex Offenders (1991)
- Daddy Gets Punished (1993)
- On the Prowl in Paris (1993)
- Brute Force (1997)
- Back on the Prowl 1 (1998)
- Back on the Prowl 2 (1998)
- Back on the Prowl 3 (1998)
- Back on the Prowl 4 (1998)
- D.O.G. (1999)
- Magazine Mania 2 (1999)
- Humiliation Of Heidi (2000)
- Humiliation Of Marci (2001)